# Caenohalictus canosus
Caenohalictus canosus är en biart som först beskrevs av Joseph Vachal 1903.  Caenohalictus canosus ingår i släktet Caenohalictus och familjen vägbin. Inga underarter finns listade.